# Seweryn Paleński
Seweryn Paleński (Palędzki) herbu Drogosław – poseł województw: poznańskiego i kaliskiego na sejm koronacyjny 1576 roku.
Był bratem czeskim. 